# La Maison-Dieu
La Maison-Dieu is een gemeente in het Franse departement Nièvre (regio Bourgogne-Franche-Comté) en telt 138 inwoners (2009). De plaats maakt deel uit van het arrondissement Clamecy.

## Geografie
De oppervlakte van La Maison-Dieu bedraagt 13,3 km², de bevolkingsdichtheid is 10,0 inwoners per km².
De onderstaande kaart toont de ligging van La Maison-Dieu met de belangrijkste infrastructuur en aangrenzende gemeenten.

## Demografie
Onderstaande figuur toont het verloop van het inwonertal (bron: INSEE-tellingen).